# منيفة جلوي (الدوادمي)
منيفة جلوي، هي قرية من فئة (أ) تقع في محافظة الدوادمي، والتابعة لمنطقة الرياض في السعودية. وتبعد منيفة جلوي عن محافظة الدوادمي بمسافة تقارب () كم.